# Flughafen Torreón

i8
i11
i13
Der Flughafen Torreón (spanisch Aeropuerto Internacional de Torreón, IATA-Code: TRC, ICAO-Code: MMTC) ist ein internationaler ziviler Verkehrsflughafen bei der Großstadt Torreón im Bundesstaat Coahuila im Norden Mexikos. Benannt wurde der Flughafen nach dem mexikanischen Luftfahrtpionier Francisco Sarabia Tinoco.

## Lage
Der Flughafen Torreón liegt im Norden Mexikos etwa 850 km (Luftlinie) nordwestlich von Mexiko-Stadt in einer Höhe von ca. 1125 m.

## Geschichte
Der teilweise militärisch genutzte Flughafen existiert schon seit dem Jahr 1946. Im Jahr 2003 wurde er grundlegend modernisiert.

## Flugverbindungen
Es werden überwiegend Flüge von und nach Mexiko-Stadt und anderen Städten im Norden und im Zentrum Mexikos abgewickelt; internationale Flüge finden nur in geringem Umfang statt.

## Passagierzahlen
Im Jahr  2019 wurden erstmals mehr als 700.000 Passagiere abgefertigt. Danach erfolgte ein deutlicher Rückgang als Folge der COVID-19-Pandemie.